# Leopold von Loën
Leopold August Gotthard Jobst Freiherr von Loën (* 24. Juni 1817 in Luckau; † 26. Februar 1895 in Morsbroich) war ein preußischer General der Infanterie.

## Leben

### Herkunft
Leopold war ein Sohn des Friedrich von Loën (1787–1868) und dessen Ehefrau Albertine, geborene von Hedemann (1792–1869), einer Schwester August von Hedemanns. Sein Vater war anhaltinischer Kammerherr und Oberhofmarschall in Dessau sowie Major a. D. und Rechtsritter des Johanniterordens.

### Militärkarriere
Loën besuchte ab 1832 bis Ostern 1834 die Ritterakademie in Brandenburg an der Havel. Am 1. Oktober 1834 trat er als Grenadier in das 1. Garde-Regiment zu Fuß der Preußischen Armee ein. Er wurde im Mai 1836 Sekondeleutnant und diente ab 1840 im Garde-Landwehr-Regiment. 1842 wurde er Bataillons- und 1845 Regimentsadjutant. Als solcher nahm Loën 1848 an der Niederschlagung des Barrikadenaufstandes in Berlin teil. Im Mai 1849 zum Premierleutnant befördert, erfolgte im gleichen Jahr seine Versetzung als Adjutant beim Kommando der Garde-Infanterie. Ab 2. Dezember 1851 war er zur Dienstleistung bei König Friedrich Wilhelm IV. kommandiert. Mit seiner Beförderung zum Hauptmann am 7. Mai 1852 wurde Loën zum Flügeladjutanten des Königs ernannt. In dieser Stellung stieg er bis Mitte Oktober 1855 zum Major auf. Am 9. August 1856 wurde er Kommandeur der Garde-Unteroffizier-Kompanie.
Am 27. Juli 1857 kommandierte man ihn zur Wahrnehmung der Geschäfte als Militärbevollmächtigter am kaiserlich russischen Hof in Sankt Petersburg, bis Loën am 5. November 1857 auf diesem Posten bestätigt wurde. Mitte März 1864 erhielt er die Erlaubnis, sich für einige Zeit auf den Kriegsschauplatz in Schleswig-Holstein zu begeben. Im Mai 1865 wurde er von seiner Aufgabe am Russischen Hof entbunden und mit der Beförderung zum Generalmajor am 18. Juni 1865 zum Kommandeur der 4. Garde-Infanterie-Brigade ernannt.
Im Deutschen Krieg waren es Teile seiner Brigade, welche im Gefecht von Rudersdorf am 28. Juni 1866 eine Österreichische Brigade fast völlig vernichteten. In der Schlacht bei Königgrätz war es die Avantgarde seiner Brigade, die mit der Einnahme von Lipa in das österreichische Zentrum einbrachen und dieses hielten, bis die gesamte Brigade herangekommen war. Für die Teilnahme an diesem Feldzug erhielt er die Schwerter zum Roten Adlerorden II. Klasse mit Eichenlaub. Außerdem wurde Loën am 14. Juni mit dem Großkreuz des Herzoglich Sachsen-Ernestinischen Hausordens sowie am 25. Juni 1867 mit dem Orden der Heiligen Anna I. Klasse ausgezeichnet.
Vom 25. Juli 1868 bis zum 17. Juni 1869 war Loën Mitglied des Gerichtshofes für Kompetenzkonflikte und wurde anschließend mit einer Zulage von 1000 Talern Kommandant von Frankfurt am Main. Zu Beginn des Krieges gegen Frankreich erhielt er das Kommando über die Garde-Landwehr-Division und wurde in dieser Stellung am 26. Juli 1870 Generalleutnant. Mit dem Großverband nahm Loën an den Belagerungen von Straßburg und Paris teil. Nach dem Vorfrieden von Versailles kehrte er am 25. März 1871 auf seinen Posten als Kommandant von Frankfurt zurück und wurde zwei Monate später zum Kommandeur der 21. Division ernannt. Am 20. Februar 1873 zu den Offizieren von der Armee versetzt, war Loën anschließend Präses der General-Ordens-Kommission.
Anlässlich der Beisetzung von Königin Elisabeth von Preußen wurde Loën Mitte Dezember zum Ehrendienst beim Großfürsten Nikolaus von Russland kommandiert.
Am 22. März 1875 wurde ihm der Charakter als General der Infanterie verliehen. Außerdem würdigte man Loën im selben Jahr mit dem Großkreuz des Albrechts-Ordens, 1878 mit dem Großkreuz des Sonnen- und Löwenordens sowie 1879 mit dem Großkreuz des Roten Adlerordens mit Eichenlaub und Schwertern am Ringe. Unter Ernennung zum Generaladjutanten von Kaiser Wilhelm I. wurde er am 13. Mai 1879 mit Pension zur Disposition gestellt. In dieser Stellung erhielt Loën am 18. September 1880 das Patent zu seinem Dienstgrad. Nach dem Tod Wilhelm I. trat er als Generaladjutant zu dessen Nachfolger Friedrich III. über.

### Familie
Er heiratete am 29. August 1842 in Tegel Gabriele von Bülow (1822–1854), eine Tochter von Heinrich von Bülow und Gabriele von Bülow, sowie Enkelin von Wilhelm von Humboldt. Aus der Ehe gingen drei Kinder hervor:
- August (1843–1929), Major, ⚭ Viktoria von Humboldt, eine Tochter d. Hermann von Humboldt
- Therese (* 1846) ⚭ Bertram Graf von Brockdorff
- Agnes (1851–1917) ⚭ Friedrich Freiherr von Diergardt, ein Enkel d. Friedrich von Diergardt. Die Tochter von Agnes und Friedrich von Diergardt, Gabriele (1878–1924), heiratete 1908 d. Diplomaten Konrad-Gisbert von Romberg